# Metoldobotes
Metoldobotes è un mammifero estinto, appartenente ai macroscelidi. Visse tra l'Eocene superiore e l'Oligocene inferiore (circa 36 - 30 milioni di anni fa) e i suoi resti fossili sono stati ritrovati in Africa.

## Descrizione
Questo animale era leggermente più grande delle più grosse specie di sengi attuali (gen. Rhynchocyon), e quindi non doveva superare i 40 centimetri di lunghezza, esclusa la coda. Metoldobotes differiva da tutti i macroscelidi noti, viventi ed estinti, per la presenza di una singola radice nei primi due premolari inferiori, per un grande terzo incisivo sporgente in avanti e dotato di un solco linguale dalla funzione sconosciuta, e per la perdita del terzo molare inferiore e la notevole riduzione del secondo. Rispetto ad altre forme coeve come Herodotius e Chambius, Metoldobotes se ne differenziava per l'assenza di paraconuli e cingula sui molari superiori; in questo ricordava invece i macroscelidi attuali. In generale, rispetto a questi ultimi Metoldobotes possedeva denti più bulbosi.

## Classificazione
Metoldobotes è un membro arcaico dei macroscelidi, e per lungo tempo è stato il più antico macroscelide noto. La specie tipo è Metoldobotes stromeri, descritta per la prima volta da Max Schlosser nel 1910 sulla base di una mandibola con denti ritrovata in un livello non specificato della formazione Jebel Qatrani in Egitto, risalente probabilmente al primo Oligocene. Un molare isolato attribuito a questa specie è stato descritto nel 1991 e proviene dai livelli superiori della formazione. Nel 2003 è stata invece individuata un'altra specie non denominata, risalente all'Eocene superiore.  
Metoldobotes rappresenta parte di una notevole radiazione evolutiva di macroscelidi della fine dell'Eocene, e le sue caratteristiche distintive hanno portato gli studiosi a porre questo genere in una famiglia a sé stante (Metoldobotidae). 